# King (métro de Toronto)
Pour les articles homonymes, voir King.
King est une station de la ligne 1 Yonge-University du métro, de la ville de Toronto en Ontario au Canada. Elle se situe au 70 de la rue Yonge, à hauteur de King Street.

## Situation sur le réseau
Établie en souterrain, la station King de la ligne 1 Yonge-University, précède la station Union, en direction du terminus Vaughan Metropolitan Centre, et elle est précédée par la station Queen, en direction du terminus Finch.

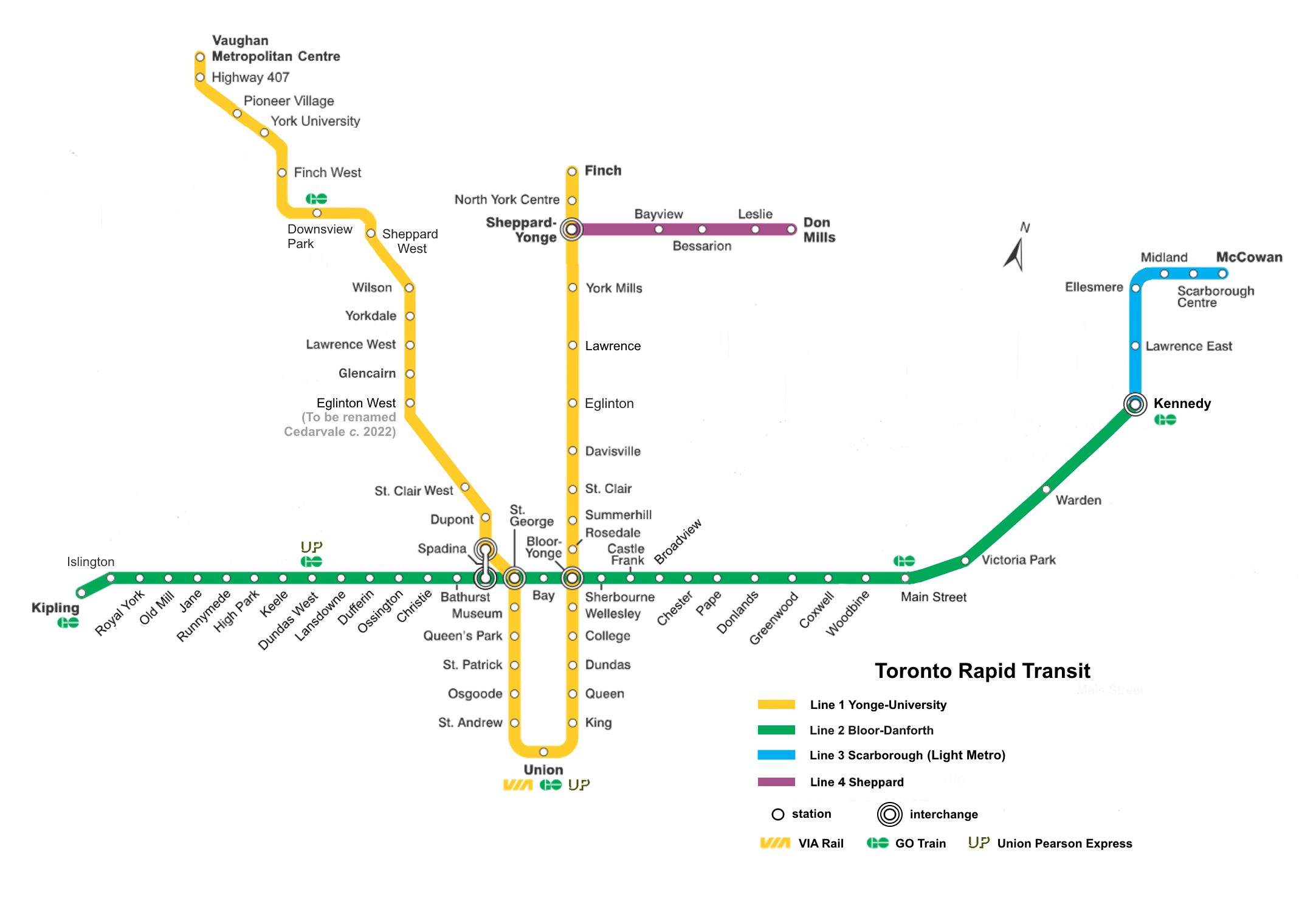
Plan du métro de Toronto (2018).

## Histoire
La station est mise en service le 30 mars 1954.
En 2010 la moyenne de fréquentation annuelle est de 60 270 personnes par jour.

## Services aux voyageurs

### Intermodalité
Elle est l'une des cinq stations du réseau métropolitain de Toronto à être connecté au réseau pédestre souterrain connu sous le nom de PATH.
La station permet la correspondance avec les lignes L503 Kingston Rd (en), L504 King et L508 Lake Shore (en) du tramway de Toronto.

## À proximité
- Canadian Pacific Building (Toronto) (en)
- Scotia Plaza
- Commerce Court West
- TD Tower
- First Canadian Place